# بافلو إيليتشوف
بافلو إيليتشوف (مواليد 24 أغسطس 1983) هو سبّاح أوكراني، مثّل بلاده في الألعاب الأولمبية الصيفية 2004.

## روابط خارجية
بافلو إيليتشوف على موقع الاتحاد الدولي للسباحة (الإنجليزية)
- بافلو إيليتشوف على موقع أوليمبيديا (الإنجليزية)